# Jerez Club de Fútbol
El Jerez Club de Fútbol es un equipo de fútbol de España, de la ciudad de Jerez de los Caballeros (Badajoz). Se fundó en 1969 con el nombre de Vasco Núñez CF y juega en Tercera Federación.

## Datos del club
- Dirección social: Plaza de Toros, s/n 06380, Jerez de los Caballeros (Badajoz)
- Teléfono: 924 750 728
- Socios: 200
- Temporadas en 2ª B: 7
- Temporadas en 3ª: 29
- Temporadas en 3ª Fed: 3
- Mejor puesto: 6º (Segunda División B 2001-02)

## Temporadas
| Temporada   | División | Puesto | Copa del Rey |
| ----------- | -------- | ------ | ------------ |
| Desde 69-70 | Regional | —      |              |
| a 83-84     | Regional | —      |              |
| 1984/85     | 3ª       | 20º    |              |
| 1985/86     | Reg Pref | 1º     |              |
| 1986/87     | 3ª       | 11º    |              |
| 1987/88     | 3ª       | 7º     |              |
| 1988/89     | 3ª       | 5º     |              |
| 1989/90     | 3ª       | 9º     |              |
| 1990/91     | 3ª       | 5º     |              |
| 1991/92     | 3ª       | 5º     | 2ª ronda     |
| 1992/93     | 3ª       | 3º     | 3ª ronda     |
| 1993/94     | 3ª       | 1º     |              |
| 1994/95     | 3ª       | 2º     |              |
| 1995/96     | 3ª       | 2º     |              |

| Temporada | División | Puesto | Copa del Rey |
| --------- | -------- | ------ | ------------ |
| 1996/97   | 3ª       | 1º     |              |
| 1997/98   | 3ª       | 1º     |              |
| 1998/99   | 2ª B     | 12º    | 3ª ronda     |
| 1999/00   | 2ª B     | 13º    |              |
| 2000/01   | 2ª B     | 9º     |              |
| 2001/02   | 2ª B     | 6º     |              |
| 2002/03   | 2ª B     | 9º     | 1ª ronda     |
| 2003/04   | 2ª B     | 8º     |              |
| 2004/05   | 2ª B     | 19º    |              |
| 2005/06   | 3ª       | 6º     |              |
| 2006/07   | 3ª       | 1º     |              |
| 2007/08   | 3ª       | 4º     | 1ª ronda     |
| 2008/09   | 3ª       | 6º     |              |
| 2009/10   | 3ª       | 2º     |              |

| Temporada | División | Puesto | Copa del Rey |
| --------- | -------- | ------ | ------------ |
| 2010/11   | 3ª       | 4º     |              |
| 2011/12   | 3ª       | 5º     |              |
| 2012/13   | 3ª       | 5º     |              |
| 2013/14   | 3ª       | 3º     |              |
| 2014/15   | 3ª       | 3º     |              |
| 2015/16   | 3ª       | 4º     |              |
| 2016/17   | 3ª       | 3º     |              |
| 2017/18   | 3ª       | 6º     |              |
| 2018/19   | 3ª       | 6º     |              |
| 2019/20   | 3ª       | 6º     |              |
| 2020/21   | 3ª       | 14º    |              |
| 2021/22   | 3ª RFEF  | 4º     |              |
| 2022/23   | 3ª Fed   | 5º     |              |
| 2023/24   | 3ª Fed   | 11º    |              |

## Palmarés

### Torneos nacionales
| Competición nacional   | Títulos                            | Subcampeonatos            |
| ---------------------- | ---------------------------------- | ------------------------- |
| Tercera División (4/3) | 1993-94, 1996-97, 1997-98, 2006-07 | 1994-95, 1995-96, 2009-10 |

### Torneos regionales
| Competición regional      | Títulos          | Subcampeonatos   |
| ------------------------- | ---------------- | ---------------- |
| Regional Preferente (2/0) | 1983-84, 1985-86 |                  |
| Primera Regional (2/2)    | 1975-76, 1980-81 | 1973-74, 1974-75 |

### Trofeos amistosos
- Trofeo Ciudad de Cáceres: (1) 1998